# Krajinou
Krajinou je druhé album slovenské skupiny PEHA z roku 2001.
Album obsahuje 11 převážně rockových písní. Hudbu složili Katarína Knechtová a Karol Sivák, texty, které jsou většinou posmutnělé až depresivní, napsal Vlado Krausz. Z alba vzešly singly Vaňa plná piraní, Hlava vinná, telo nevinné a titulní, smyčcovými nástroji podpořená skladba Krajinou, k níž byl na maďarské stepi natočen videoklip. Nahrávání alba předcházely vnitřní spory ve skupině, které málem vedly až k jejímu rozpadu. Tomu také nasvědčuje neustálé oddalování data vydání - album mělo původně vyjít na konci roku 2000.

## Seznam písní
1. Vaňa plná piraní
2. Zemsky príťažlivá
3. Hlava vinná telo nevinné
4. O čo všetko sa dá prísť
5. Polnočné poludnie
6. Recy - veci
7. Dobre zlý a zle dobrý
8. Všetko s mierou
9. Nič nové
10. Dom z karát
11. Krajinou